# Busksäckspindel
Busksäckspindel (Clubiona caerulescens) är en spindelart som beskrevs av Ludwig Carl Christian Koch 1867. Busksäckspindel ingår i släktet Clubiona och familjen säckspindlar. Arten är reproducerande i Sverige. Inga underarter finns listade.